# Корбел, Петр
Петр Корбел (чеш. Petr Korbel; род. 6 июня 1971, Гавиржов, Чехословакия) — чешский игрок и тренер по настольному теннису. Бронзовый призёр чемпионата Европы в одиночном разряде, бронзовый призёр чемпионатов мира и Европы в команде, многократный победитель личных и клубных чемпионатов Чехословакии и Чехии и клубного чемпионата Германии. Участник пяти Олимпийских игр, лучший результат — 4-е место в одиночном разряде (1996).

## Биография
Родился в Гавиржове в 1971 году. Мать играла в волейбол за местный клуб «Славия», отец занимался футболом и теннисом, а к моменту рождения Петра начал тренерскую карьеру. Мальчик с детства интересовался этими же видами спорта, но после переезда в возрасте 11 лет во Фридек-Мистек не сумел закрепиться в основном составе местной команды мальчиков и полностью переключился на настольный теннис.
В 1988 году стал чемпионом Европы среди юношей в Нови-Саде. Через два года выиграл чемпионат Чехословакии среди взрослых и впервые выступил в составе сборной Чехословакии на взрослом чемпионате Европы в Гётеборге. В 1991 году со сборной Чехословакии участвовал в чемпионате мира в Тибе (Япония). На групповом этапе команда ЧССР уступила с минимальным счётом 2:3 сборной КНР, однако 19-летний Корбел сумел обыграть Ма Венге, одного из лидеров мирового рейтинга. В четвертьфинале эти же команды встретились во второй раз; Корбел снова нанёс поражение Ма Венге, и его сборная победила со счётом 3:2, в итоге завоевав бронзовые медали. Корбел и Ма Венге встретились на этом турнире и в третий раз, в первом круге первенства в одиночном разряде, и на этот раз китаец одержал победу, хотя его соперник выиграл первый сет и вёл во втором со счётом 9:4.
В дальнейшем выигрывал индивидуальное первенство Чехословакии и независимой Чехии ещё семь раз. Пять раз выигрывал командное первенство страны и три раза — немецкую Бундеслигу в составе клуба «Гренцау». Пять раз участвовал в олимпийских турнирах по настольному теннису, свой лучший результат показав в 1996 году в Атланте, на своей второй Олимпиаде, где стал полуфиналистом в одиночном разряде и в итоге окончил Игры на четвёртом месте. В 2000 году достиг своего высшего успеха на чемпионатах Европы, став бронзовым призёром в одиночном разряде, затем ещё трижды — в 2003, 2005 и 2010 годах — завоёвывал медали этого же достоинства в командном первенстве. Был известен своим топ-спином закрытой ракеткой — этот удар получил собственное прозвище «Чикита».
По окончании выступлений в зарубежных клубах вернулся в Чехию с намерением заняться тренерской и административной работой. Три года проработал в Гавличкув-Броде, клуб которого «ГБ Остров» трижды выиграл командное первенство Чехии. После этого перебрался в Остраву, где основал клуб «Острава 2016». В качестве тренера и игрока этого клуба ещё дважды выигрывал командный чемпионат Чехии, участвовал с командой в Европейской Лиге чемпионов и Кубке ЕСНТ.

## Достижения
- 1988 — чемпион Европы среди юношей
- 1991 — 3-е место на чемпионате мира в команде
- 1996 — 4-е место на Олимпийских играх в одиночном разряде
- 2000 — 3-е место на чемпионате Европы в одиночном разряде
- 2003, 2005, 2010 — 3-е место на чемпионате Европы в команде

В 2013 году Корбел признан лучшим игроком в настольный теннис в истории независимой Чехии. В честь игрока названа модель ракеток Petr Korbel фирмы спортивного снаряжения Butterfly.